# Jurasic
| Perioada Jurasic Acum 201.3–145 milioane de ani PreЄ Є O S D C P T J K Pg N |                                             |
| Pangaea la începutul Jurasicului (acum 200 milioane de ani)                 |                                             |
| Conținut mediu de O2 atmosferic pe durata perioadei                         | c. 26 vol % (130 % din nivelul modern)      |
| Conținut mediu de CO2 atmosferic pe durata perioadei                        | c. 1950 ppm (7 ori nivelul preindustrial)   |
| Temperatura medie a suprafeței pe durata perioadei                          | c. 16.5 °C (3 °C deasupra nivelului modern) |

Jurasicul (de la munții Jura) este o perioadă geologică care a durat aproximativ 55 de milioane de ani (între acum 200 de milioane de ani și 145 de milioane de ani în urmă), fiind precedată de Triasic și urmată de Cretacic. Jurasicul constitute perioada de mijloc a Erei Mezozoice, cunoscută de asemenea ca perioada reptilelor. Începutul perioadei este marcat de marea extincție din Triasic–Jurasic. Două alte extincții au avut loc în această perioadă: evenimentul din Jurasicul timpuriu și evenimentul din Jurasicul târziu; totuși niciunul dintre acestea două nu se numără printre cele cinci masive extincții în masă.
Jurasicul este numit după Munții Jura din Alpii Europeni, unde s-au identificat pentru prima dată straturi de calcar din această perioadă.

## Geografia și clima
În timpul Jurasicului timpuriu, supercontinentul Pangeea se fragmentează în supercontinentul din nord Laurasia și supercontinentul din sud Gondwana. Marea Tethys se închide și apare bazinul Neotethys. Clima este caldă și umedă, fără dovezi ale glaciațiunilor. În dreptul polilor nefiind masă continentală nu au existat calote polare extinse.

## Viața

### Fauna terestră
Uscatul era dominat de reptile. Jurasicul a fost epoca de aur pentru marii dinozauri erbivori cunoscuți sub numele de sauropodele — Camarasaurus, Apatosaurus, Diplodocus, Brachiosaurus și multe altele, care au cutreierat pământul până în perioada târzie a perioadei. Deși mărimea lor ar putea sugerea că erau invulnerabili (puteau atinge 35 metri lungime și 60 tone greutate), ei au fost prada unor mari terapode (dinozauri carnivori), cum ar fi Ceratosaurus, Megalosaurus, Torvosaurus și Allosaurus. Cei mai mulți dinozauri însă aveau dimensiuni reduse. În timpul Jurasicului apar majoritatea grupelor principale de dinozauri, iar răspândirea este pe toate continentele. În aer, pterozaurii dominau cerul.
În tufișuri existau diferite tipuri de mamifere timpurii, precum și tritilodontide, șopârle ca sphenodonți și lissamphibia timpurii. Lissamphibia au evoluat apărând primele salamandre și caeciliane.

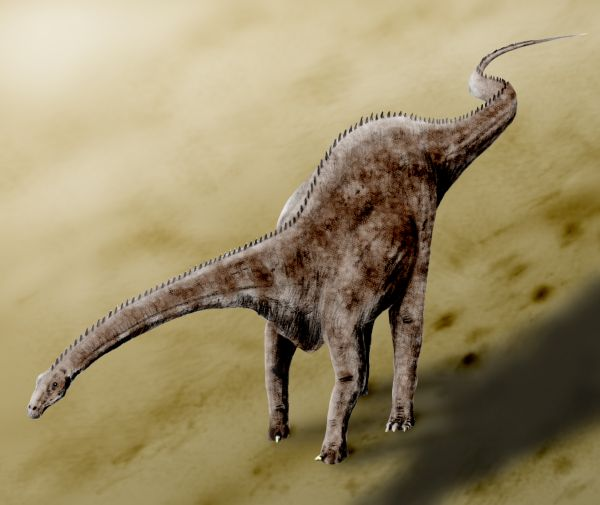
Diplodocus, care atingea lungimi de peste 30 m, era o sauropodă obișnuită în timpul Jurasicului târziu.
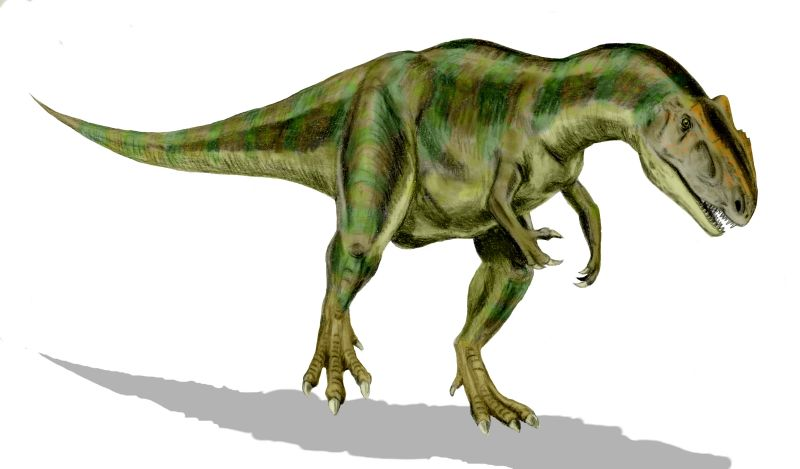
Allosaurus a fost unul din cei mai mari prădători de uscat din timpul Jurasicului.
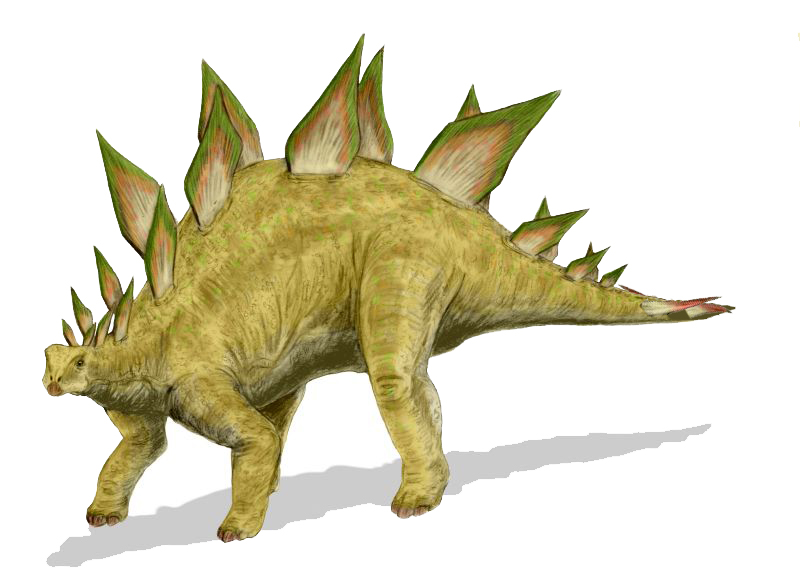
Stegosaurus este unul dintre cei mai cunoscuți dinozauri care au trăit în Jurasicul mijlociu și târziu.
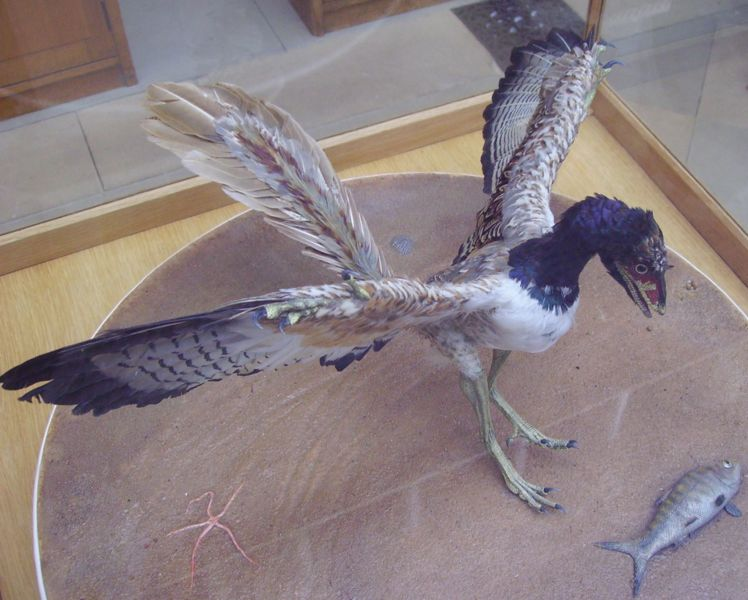
Archaeopteryx, o pasăre primitivă, a apărut în Jurasicul târziu.

### Fauna marină
În oceane, vertebratele primare sunt bine reprezentate de pești și reptile marine. Jurasicul târziu include ichthiozauri, plesiozauri, pliozauri, rechini și crocodili uriași care dominau apele. Numeroase broaște țestoase pot fi găsite în lacuri și râuri.

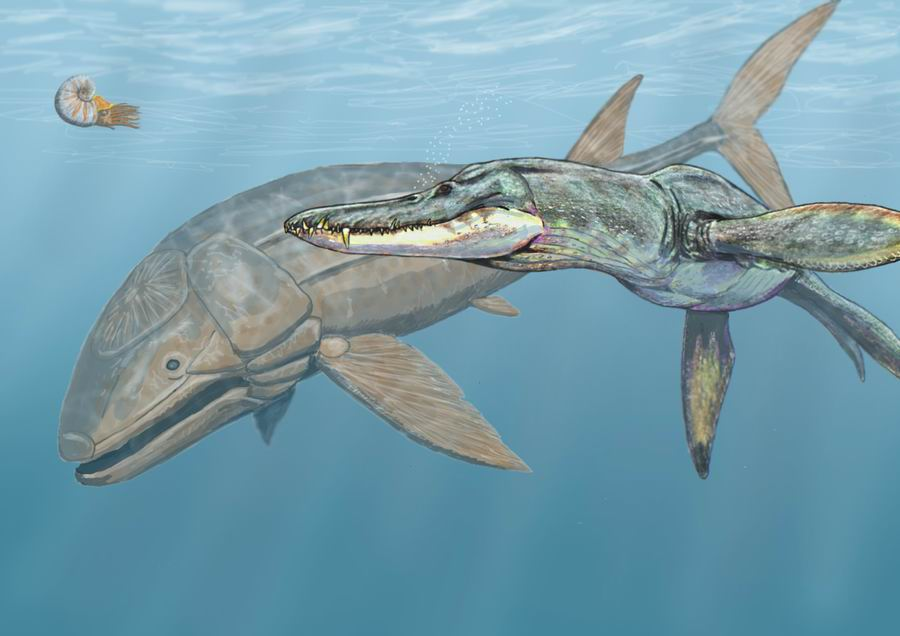
Un Pliosaurus (dreapta) hărțuiește un Leedsichthys în marea jurasică.
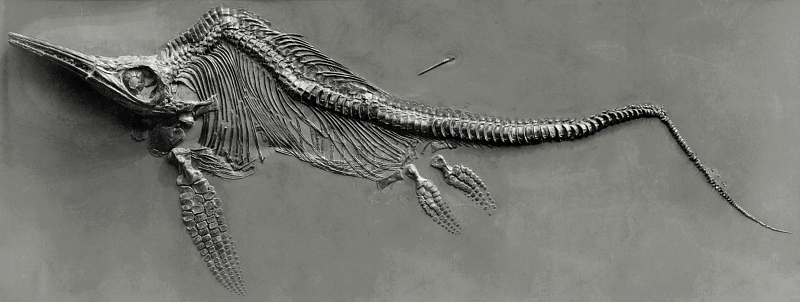
Fosila unui Ichthyosaurus din Jurasicul timpuriu.
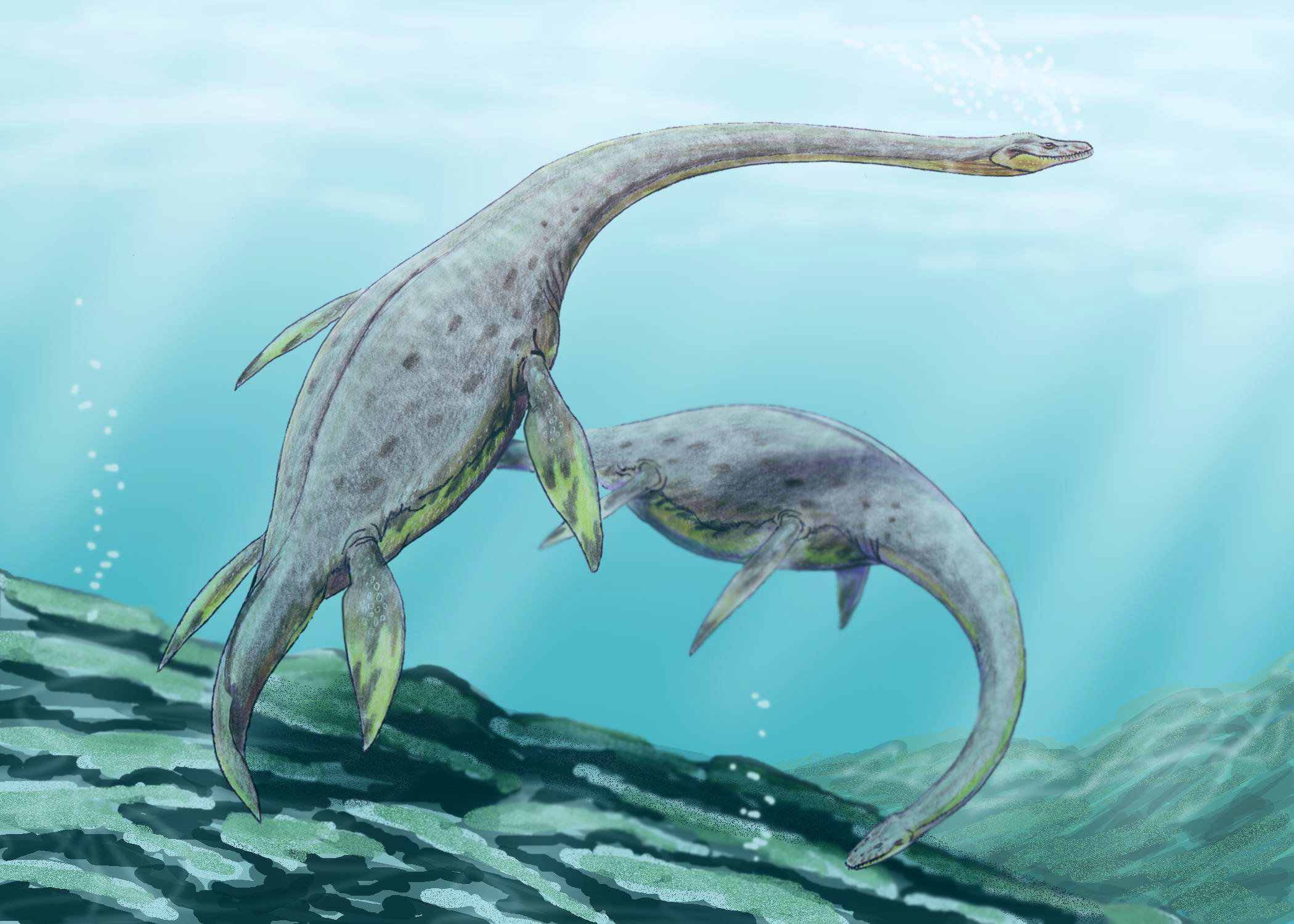
Plesiozauri ca Muraenosaurus cutreieră oceanele jurasice.
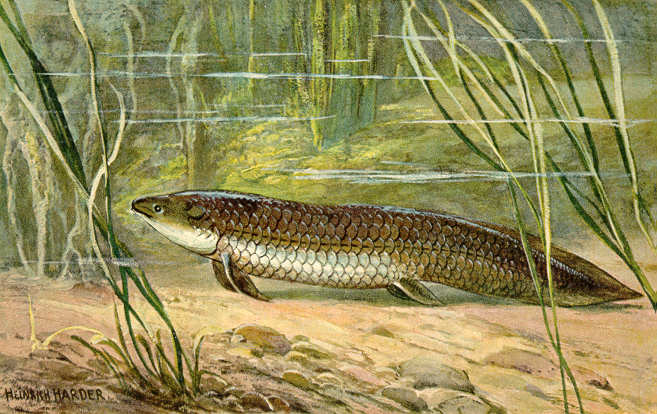
Ceratodus, pește din Jurasic

## Subdiviziuni
Jurasicul se divide în: Jurasicul timpuriu, Jurasicul mijlociu și Jurasicul târziu.
| Epocă               | Vârstă        | Limita inferioară |
| Cretacicul timpuriu | Berriasian    | 143.1 ± 0.6 Ma    |
| Jurasicul târziu    | Tithonian     | 149.2 ± 0.7 Ma    |
| Jurasicul târziu    | Kimmeridgian  | 154.8 ± 0.8 Ma    |
| Jurasicul târziu    | Oxfordian     | 161.5 ± 1.0 Ma    |
| Jurasicul mijlociu  | Callovian     | 165.3 ± 1.1 Ma    |
| Jurasicul mijlociu  | Bathonian     | 168.2 ± 1.2 Ma    |
| Jurasicul mijlociu  | Bajocian      | 170.9 ± 0.8 Ma    |
| Jurasicul mijlociu  | Aalenian      | 174.7 ± 0.8 Ma    |
| Jurasicul timpuriu  | Toarcian      | 184.2 ± 0.3 Ma    |
| Jurasicul timpuriu  | Pliensbachian | 192.9 ± 0.3 Ma    |
| Jurasicul timpuriu  | Sinemurian    | 199.5 ± 0.3 Ma    |
| Jurasicul timpuriu  | Hettangian    | 201.4 ± 0.2 Ma    |